# Llano County
Llano County är ett administrativt område i delstaten Texas, USA. År 2010 hade county 19 301 invånare (2010). Den administrativa huvudorten (county seat) är Llano. 

## Geografi
Enligt United States Census Bureau har countyt en total area på 2 502 km². 2 422 km² av den arean är land och 80 km² är vatten.

### Angränsande countyn
- San Saba County - norr
- Burnet County - öster
- Blanco County - sydost
- Gillespie County - söder
- Mason County - väster